# Антипатрия
Антипатрия е древен македонски град в южна Илирия (днешна Албания). Спомената е от историка Тит Ливий във връзка със събитията от Втората македонска война през 200 г. пр. Хр., когато е превзета и разорена от римляните. Повече за историята и местонахождението ѝ не е известно. Предполага се, че се е намирала на мястото на днешния град Берат и че е основана от македонския владетел Касандър към 314 г. пр. Хр.